# Glossats
Els glossats (Glossata, gr. "amb llengua") són un subordre d'insectes lepidòpters. Inclou totes les superfamílies de papallones i arnes que tenen probòscide que s'enrotlla en espiral, cosa que representa més del 99,9% de les espècies de lepidòpters descrites.

## Taxonomia

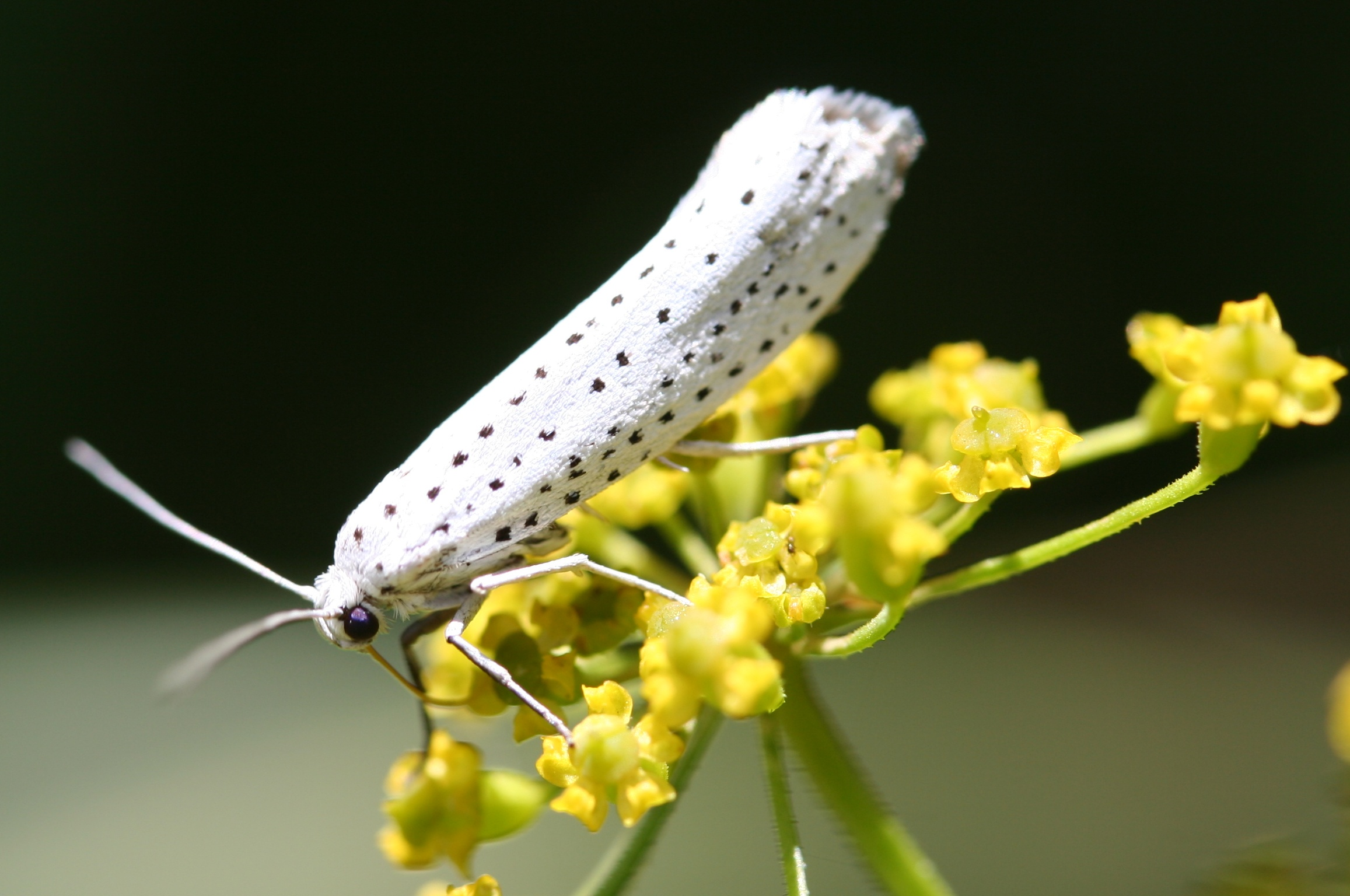
Yponomeuta (Yponomeutoïdea)

Els glossats es divideixen en les següents 40 superfamílies:
Infraordre Dacnonypha Hinton, 1946
- Superfamília Eriocranioidea Rebel, 1901

Infraordre Acanthoctesia Minet, 2002 
- Superfamília Acanthopteroctetoidea Davis, 1978

Infraordre Lophocoronina Common, 1990
- Superfamília Lophocoronoidea Common, 1973

Infraordre Neopseustina Davis & Nielsen, 1980 
- Superfamília Neopseustoidea Hering, 1925

Infraordre Exoporia Common, 1975 
- Superfamília Mnesarchaeoidea Eyer, 1924
- Superfamília Hepialoidea Stephens, 1829

Infraordre Heteroneura Tillyard, 1918
- Superfamília Nepticuloidea Stainton, 1854
- Superfamília Andesianoidea Davis & Gentili, 2003
- Superfamília Adeloidea Bruand, 1850
- Superfamília Palaephatoidea Davis, 1986
- Superfamília Tischerioidea Spuler, 1898
- Superfamília Tineoidea Latreille, 1810
- Superfamília Gracillarioidea Stainton, 1854
- Superfamília Yponomeutoidea Stephens, 1829
- Superfamília Simaethistoidea Minet, 1991

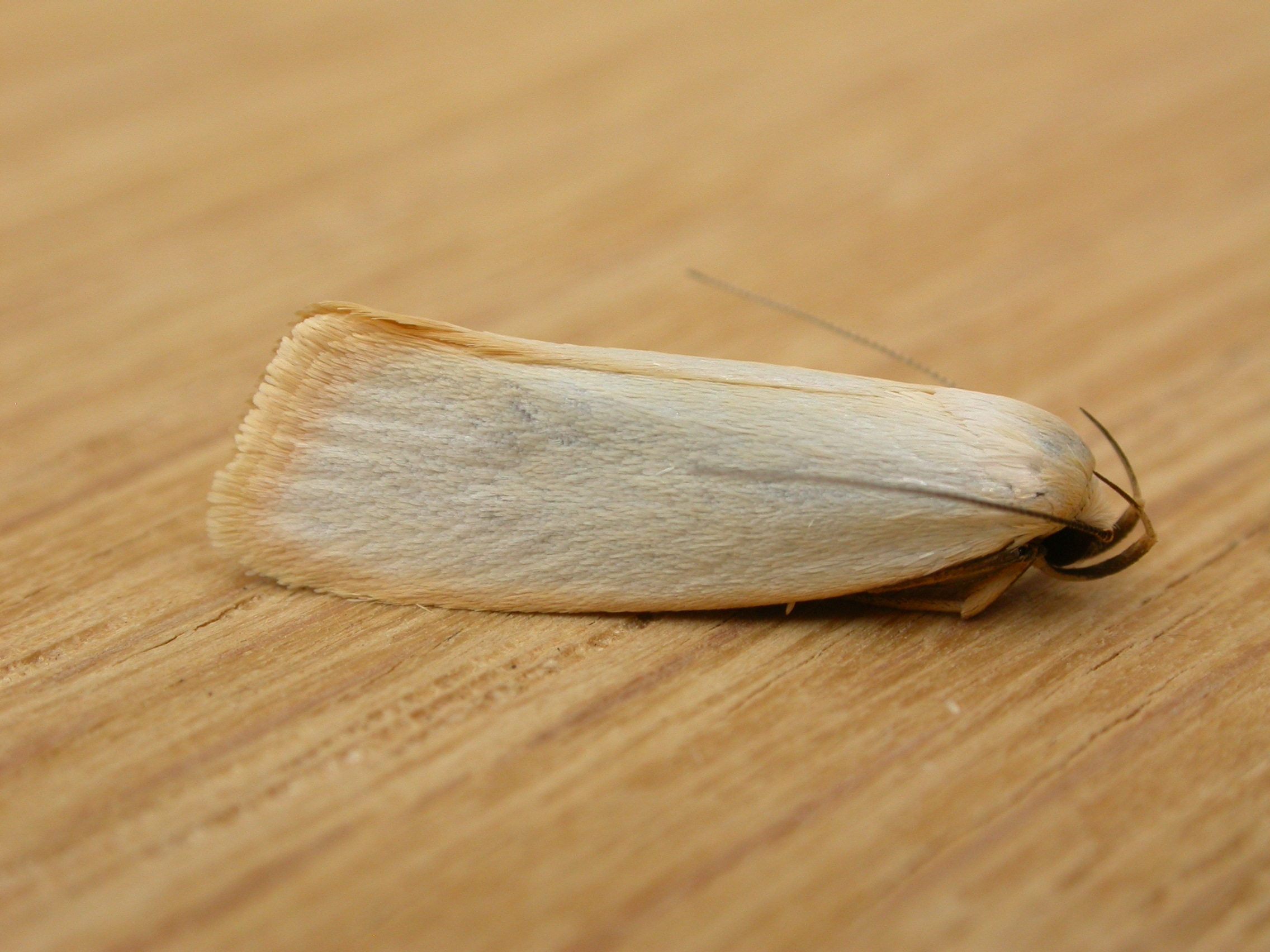
Xylorycta assimilis (Gelechioidea)

- Xylorycta assimilis (Gelechioidea)Superfamília Gelechioidea Stainton, 1854
- Superfamília Alucitoidea Leach, 1815
- Superfamília Pterophoroidea Latreille, 1802
- Superfamília Carposinoidea Walsingham, 1897
- Superfamília Schreckensteinioidea Fletcher, 1929
- Superfamília Epermenioidea Spuler, 1910
- Superfamília Urodoidea Kyrki, 1988
- Papilio machaon (Papilionoidea)Superfamília Immoidea Common, 1979

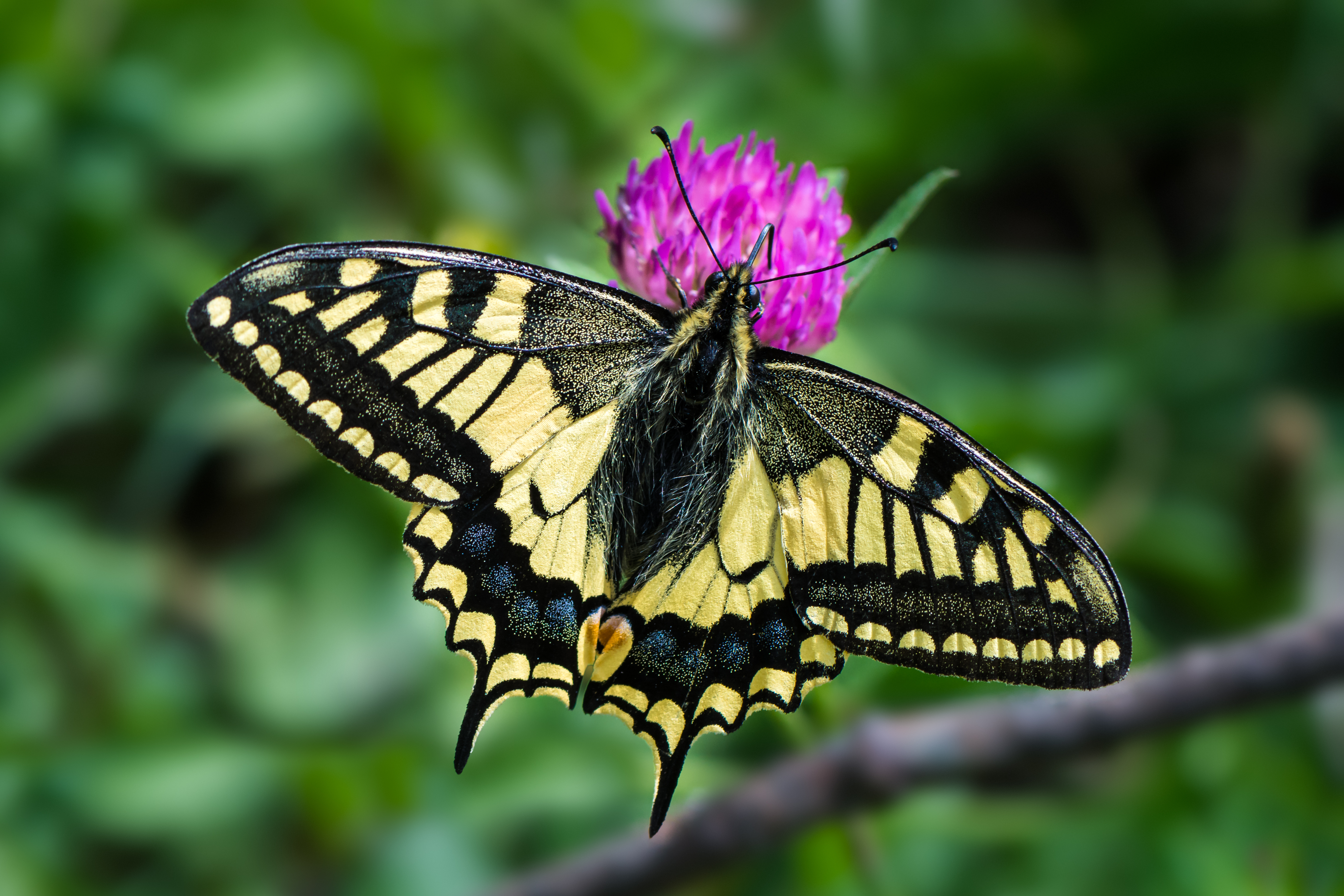
Papilio machaon (Papilionoidea)

- Superfamília Choreutoidea Stainton, 1858
- Superfamília Galacticoidea Minet, 1986
- Superfamília Tortricoidea Latreille, 1802
- Superfamília Cossoidea Leach, 1815
- Superfamília Zygaenoidea Latreille, 1809
- Superfamília Whalleyanoidea Minet, 1991
- Superfamília Thyridoidea Herrich-Schäffer, 1846
- Superfamília Hyblaeoidea Hampson, 1903
- Superfamília Calliduloidea Moore, 1877
- Superfamília Papilionoidea Latreille, 1802
- Superfamília Pyraloidea Latreille, 1809
- Superfamília Mimallonoidea Burmeister, 1878
- Superfamília Drepanoidea Boisduval, 1828
- Superfamília Lasiocampoidea Harris, 1841
- Superfamília Bombycoidea Latreille, 1802
- Superfamília Geometroidea Leach, 1815
- Superfamília Noctuoidea Latreille, 1809